# Матіас Ояла
Матіас Ояла (фін. Matias Ojala, нар. 28 лютого 1995, Оулу, Фінляндія) — фінський футболіст, півзахисник клубу «Інтер» (Турку).

## Ігрова кар'єра

### Клубна
Матіас Ояла народився у місті Оулу і грати у футбол починав у місцевому клубі аматорського рівня ОЛС. У 2010 році у віці 15 - ти років він дебютував у першій команді «Оулу» в чемпіонаті Фінляндії. У сезоні 2011 року клуб вилетів з Вейккаусліги але Ояла залишився в команді і поступово зайняв постійне місце в основі команди, у віці 18 - ти років ставши капітаном команди.
Влітку 2014 року Ояла перейшов до німецького клуба «Гамбург». З жовтня футболіст приступив до тренувань з першою командою клуба. Але пробитися в основу Матіас не зумів, провівши сезон у другій команді «Гамбурга» в Регіональній лізі. У 2015 році футболіст повернувся до «Оулу».
Сезон 2016 року Ояла розпочав у клубі Вейккаусліги «Кемі», де провів два сезони. Ще два сезони Ояла відіграв у клубі «Ільвес». З яким у 2019 році виграв кубок країни, а сам став автором переможного голу у фінальному матчі.
У січні 2020 року як вільний агент Ояла перейшов до «Інтера» з Турку.

### Збірна
З 2010 року Матіас Ояла був постійним гравцем юнацьких та молодіжної збірниї Фінляндії.

## Титули
Ільвес
 Переможець Кубка Фінляндії: 2019